# Zvončín
Zvončín este o comună slovacă, aflată în districtul Trnava din regiunea Trnava. Localitatea se află la altitudinea de 137 m deasupra n.m., se întinde pe o suprafață de 8,243491 km2 și în 2017 număra 808 locuitori.

## Istoric
Localitatea Zvončín este atestată documentar din 1539.

## Demografie
| An:                | 1994 | 2004 | 2014    | 2024    |
| ------------------ | ---- | ---- | ------- | ------- |
| Număr de persoane: | 0    | 658  | 796     | 1039    |
| Diferență:         |      | –    | +20,97% | +30,52% |

| An:                | 2023 | 2024   |
| ------------------ | ---- | ------ |
| Număr de persoane: | 1028 | 1039   |
| Diferență:         |      | +1,07% |